# Ruud Brink

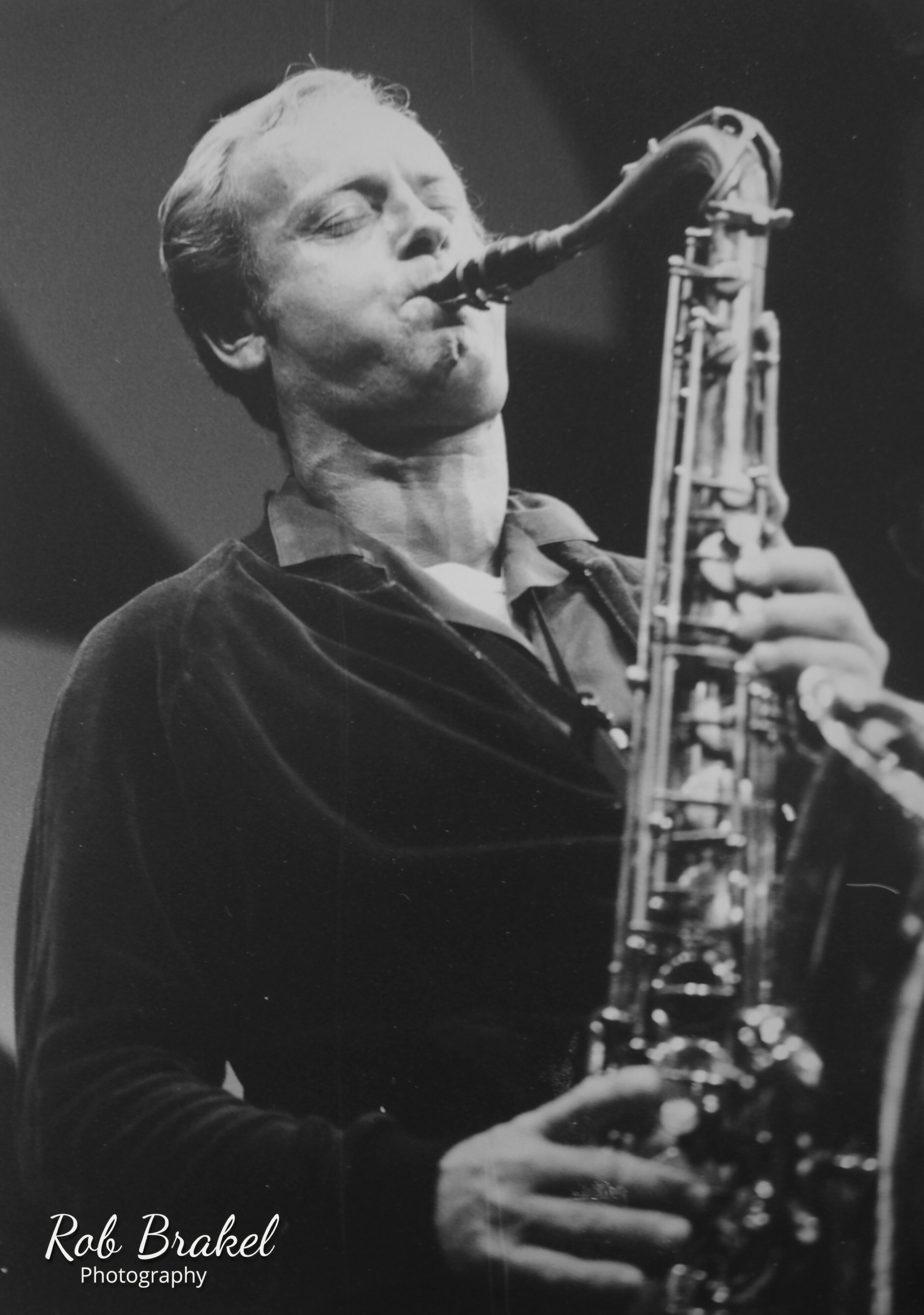

Ruud Brink (* 9. August 1937 in Haarlem; † 29. Juni 1990 ebenda) war ein niederländischer Jazz-Tenorsaxophonist und Klarinettist.

## Leben
Brink folgte einem lyrischen Tenorstil eines Stan Getz und Zoot Sims (und damit in der Linie von Lester Young), mit dem er auch auf einem Konzert 1973 in Vollebregts Jazz-Cafe in Laren zusammen spielte. In den 1950er Jahren war er auf einigen der ersten Modern Jazz Aufnahmen der Niederlande zu hören („Jazz behinde the Dykes“, 1956/7) und spielte mit den „Diamonds“ aus Haarlem (aus denen später die „Diamond Five“ in Amsterdam wurden), dem „Boptet“ von Rob Pronk und dem Sextett von Ted Powder. 1963 bis 1980, als er wegen einer Erkrankung längere Zeit aussetzte, spielte er regelmäßig mit den „Ramblers“. 1973 erhielt er seinen ersten Edison-Preis für „Teach me tonight“. In den 1980er Jahren spielte er in einem eigenen, zusammen mit Irv Rochlin geleiteten Quartett. Daneben war er, der in seinem Spiel auch immer den Zugang über den Text suchte, als Begleiter von Sängerinnen wie Ann Burton („Ballads and Burton“ 1979), Rita Reys (1986) und Greetje Kauffeld gefragt. Mit Greetje Kauffeld und Peter Nieuwerf trat er im Trio auf dem North Sea Jazz Festival auf und nahm 1988 die LP „The Song Is You“ (Munich Records) auf. Ende der 1980er Jahre spielte er viel in Italien mit einem italienischen Quartett (LP „Double Face – Ruud Brink in Verona“ 1988). Er nahm auch mit Ben Webster (1970), Cees Slinger und dem Bud Shank Orchester (1957) auf. Mit Rob Agerbeek bildete er ein Quartet (Pardon My Bop, erst posthum veröffentlicht).
1990 erhielt er seinen zweiten Edison Award (für „Just Friends“ mit dem Pim Jacobs Trio) und zusammen mit Getz und Philip Catherine den „Bird Award“ auf dem North Sea Jazz Festival, der seinem Sohn posthum durch Stan Getz überreicht wurde.
In den 1980er Jahren begann er auch am Konservatorium von Den Haag zu unterrichten.